# Festival van San Remo 1968
Het Festival van San Remo 1968 was de achttiende editie van de liedjeswedstrijd.

## Finale
1. Canzone per te (Sergio Bardotti e Sergio Endrigo) Sergio Endrigo – Roberto Carlos
2. Casa bianca (Don Backy e La Valle) Ornella Vanoni – Marisa Sannia
3. Canzone (Don Backy e Detto Mariano) Adriano Celentano – Milva
4. Deborah (Vito Pallavicini-Giorgio Conte) Fausto Leali – Wilson Pickett
5. La tramontana (Daniele Pace-Mario Panzeri) Antoine – Gianni Pettenati
6. Quando m'innamoro (Pace-Panzeri-Livraghi) Anna Identici – The Sandpipers
7. Da bambino (Pradella-Angiolini) Massimo Ranieri – Giganti
8. Sera (Roberto Vecchioni-Andrea Lo Vecchio) Gigliola Cinquetti – Giuliana Valci
9. La siepe (Pallavicini-Massara) Al Bano – Bobbie Gentry
10. Un uomo piange solo per amore (Gaspari-Marrocchi) Little Tony – Mario Guarnera
11. Gli occhi miei (Mogol-Carlo Donida) Wilma Goich – Dino
12. Stanotte sentirai una canzone (Queirolo-Franco Bracardi) Annarita Spinaci – Yoko Kishi
13. Mi va di cantare (Vincenzo Buonassisi-Bertero-Valleroni) Louis Armstrong – Lara Saint Paul
14. La voce del silenzio (Elio Isola-Paolo Limiti-Mogol) Tony Del Monaco – Dionne Warwick

## Halvefinalisten
- Che vale per me (Marisa Terzi-Carlo Alberto Rossi) Peppino Gagliardi – Eartha Kitt
- Il posto mio (Testa-Renis) Tony Renis – Domenico Modugno
- Il re d'Inghilterra (Ferrari) Nino Ferrer – Pilade
- La farfalla impazzita (Mogol-Lucio Battisti) Johnny Dorelli – Paul Anka
- La vita (Antonio Amurri-Bruno Canfora) Elio Gandolfi – Shirley Bassey
- Le opere di Bartolomeo (Bartotti-Ruggero Cini) The Rokes – The Cowsills
- Le solite cose (Pallavicini-Donaggio) Pino Donaggio – Timi Yuro
- No amore (Pallavicini-Intra) Giusy Romeo – Sacha Distel
- Per vivere (Nisa-Umberto Bindi) Iva Zanicchi – Udo Jürgens
- Tu che non sorridi mai (Terzi-Sili) Orietta Berti – Piergiorgio Farina

1951 · 1952 · 1953 · 1954 · 1955 · 1956 · 1957 · 1958 · 1959 · 1960 · 1961 · 1962 · 1963 · 1964 · 1965 · 1966 · 1967 · 1968 · 1969 · 1970 · 1971 · 1972 · 1973 · 1974 · 1975 · 1976 · 1977 · 1978 · 1979 · 1980 · 1981 · 1982 · 1983 · 1984 · 1985 · 1986 · 1987 · 1988 · 1989 · 1990 · 1991 · 1992 · 1993 · 1994 · 1995 · 1996 · 1997 · 1998 · 1999 · 2000 · 2001 · 2002 · 2003 · 2004 · 2005 · 2006 · 2007 · 2008 · 2009 · 2010 · 2011 · 2012 · 2013 · 2014 · 2015 · 2016 · 2017 · 2018 · 2019 · 2020 · 2021 · 2022 · 2023 · 2024 · 2025